# Varo Hernández
Álvaro Hernández del Pozo (conocido como Varo Hernández; Madrid, 5 de agosto de 1995) es un deportista español que compite en ciclismo en la modalidad de BMX estilo libre, especialista en la prueba de flatland. Ganó dos medallas en el Campeonato Europeo de Ciclismo BMX Estilo Libre, plata en 2021 y bronce en 2023.

## Palmarés internacional
| Campeonato Europeo | Campeonato Europeo   | Campeonato Europeo | Campeonato Europeo |
| Año                | Lugar                | Medalla            | Competición        |
| ------------------ | -------------------- | ------------------ | ------------------ |
| 2021               | Bochum (Alemania)    | Medalla de plata   | Flatland           |
| 2023               | Duisburgo (Alemania) | Medalla de bronce  | Flatland           |